# أندرو تومسون (سياسي أسترالي)
أندرو تومسون (بالإنجليزية: Andrew Thomson)‏ هو كاتب عدل ‏ وسياسي أسترالي، ولد في 7 يناير 1961 بملبورن في أستراليا. حزبياً، نشط في الحزب الليبرالي الأسترالي. وقد انتخب عضو مجلس النواب الأسترالي عن دائرة ونتوورث ‏ (8 أبريل 1995 – 8 أكتوبر 2001).